# Krhanice
Krhanice (německy Krehanitz, Gorentz (1360) nebo Karhanitz (1390)) jsou obec v okrese Benešov ve Středočeském kraji. Leží na pravém břehu řeky Sázavy. Žije zde přibližně 1 100 obyvatel.
Nejbližším městem je Týnec nad Sázavou (tři kilometry jihovýchodně), dále ve vzdálenosti šest kilometrů severozápadně leží město Jílové u Prahy, třináct kilometrů jihovýchodně město Benešov a dvacet kilometrů severně okraj hlavního města Prahy (Chodov).

## Historie
První písemná zmínka o vesnici pochází z roku 1228.

## Přírodní poměry
Severně od vesnice se nachází vrch Grybla se stejnojmennou přírodní rezervací. Severozápadně od vesnice leží přírodní památka Vlčí rokle.

## Obyvatelstvo
| Rok            | 1869 | 1880 | 1890 | 1900 | 1910 | 1921 | 1930  | 1950  | 1961 | 1970 | 1980 | 1991 | 2001 | 2011 | 2021  |
| -------------- | ---- | ---- | ---- | ---- | ---- | ---- | ----- | ----- | ---- | ---- | ---- | ---- | ---- | ---- | ----- |
| Počet obyvatel | 419  | 459  | 545  | 660  | 705  | 661  | 1 204 | 1 146 | 905  | 940  | 857  | 728  | 782  | 918  | 1 031 |
| Počet domů     | 46   | 53   | 59   | 70   | 81   | 94   | 137   | 191   | 179  | 209  | 211  | 262  | 281  | 323  | 323   |

## Obecní správa

### Územněsprávní začlenění
Dějiny územněsprávního začleňování zahrnují období od roku 1850 do současnosti. V chronologickém přehledu je uvedena územně administrativní příslušnost obce v roce, kdy ke změně došlo:
- 1850 země česká, kraj Praha, politický okres Jílové, soudní okres Jílové[8]
- 1850 země česká, kraj Praha, politický okres Jílové, soudní okres Jílové
- 1855 země česká, kraj Praha, soudní okres Jílové
- 1868 země česká, politický okres Karlín, soudní okres Jílové
- 1884 země česká, politický okres Královské Vinohrady, soudní okres Jílové[9]
- 1921 země česká, politický okres Královské Vinohrady expozitura Jílové, soudní okres Jílové[10]
- 1925 země česká, politický i soudní okres Jílové[11]
- 1939 země česká, Oberlandrat Praha, politický i soudní okres Jílové[12]
- 1942 země česká, Oberlandrat Praha, politický okres Praha-venkov-jih, soudní okres Jílové[13]
- 1945 země česká, správní i soudní okres Jílové[14]
- 1949 Pražský kraj, okres Praha-východ[15]
- 1960 Středočeský kraj, okres Benešov
- 2003 Středočeský kraj, okres Benešov, obec s rozšířenou působností Benešov

### Části obce
- Dolní Požáry
- Krhanice
- Prosečnice

### Obecní symboly
Znak a vlajka byly obci uděleny rozhodnutím předsedy Poslanecké sněmovny Parlamentu České republiky dne 20. ledna 2005.

## Společnost
V obci Krhanice (přísl. Čakovice, Dolní Požáry, Chrást, Prosečnice, 1245 obyvatel) byly v roce 1932 evidovány tyto živnosti a obchody:
- Instituce a průmysl: četnická stanice, Lidové sanatorium v Prosečnici, katol. kostel, 3 sbory dobrovolných hasičů (Krhanice, Čakovice, Chrást), cihelna, družstvo pro rozvod elektrické energie v Krhanicích, elektrárna svazu středočeských okresů, kamenický závod, žulový lom Správy státních lomů.
- Služby (výběr): 5 lékařů, obchod s cukrovinkami, holič, 9 hostinců, Dělnický konsum, 5 obuvníků, pekař, 2 pokrývači, porodní asistentka, 9  řezníků, Sanatorium pro léčení plicních chorob v Prosečnici, 6 obchodů se smíšeným zbožím, kamenososchař, Spořitelní a záložní spolek pro Krhanice, tesařský mistr, 2 truhláři, zahradník.

## Doprava
Dopravní síť
- Pozemní komunikace – Obcí prochází silnice II/106 Štěchovice – Kamenný Přívoz – Krhanice – Týnec nad Sázavou – Benešov.
- Železnice – Obec protíná železniční trať 210 Praha – Vrané nad Vltavou – Jílové u Prahy – Týnec nad Sázavou – Čerčany. Je to jednokolejná regionální trať, doprava byla v úseku Jílové u Prahy – Čerčany zahájena roku 1897. Na území obce leží železniční zastávka Prosečnice a železniční zastávka Krhanice.

Veřejná doprava 2017
- Autobusová doprava – V obci zastavuje autobusová linka jedoucí např. do těchto cílů: Benešov, Jílové u Prahy a Týnec nad Sázavou (452)
- Železniční doprava – Po trati 210 v tomto úseku jezdilo v pracovních dnech 14 osobních vlaků, o sobotách 13 osobních vlaků, v nedělích 10 osobních vlaků.

## Turistika
Územím obce vedou turistické trasy  Davle – Kamenný Přívoz – Prosečnice – Horní Požáry – Dolní Požáry – Čerčany a  Prosečnice – Vlčín – Horní Požáry.

## Pamětihodnosti

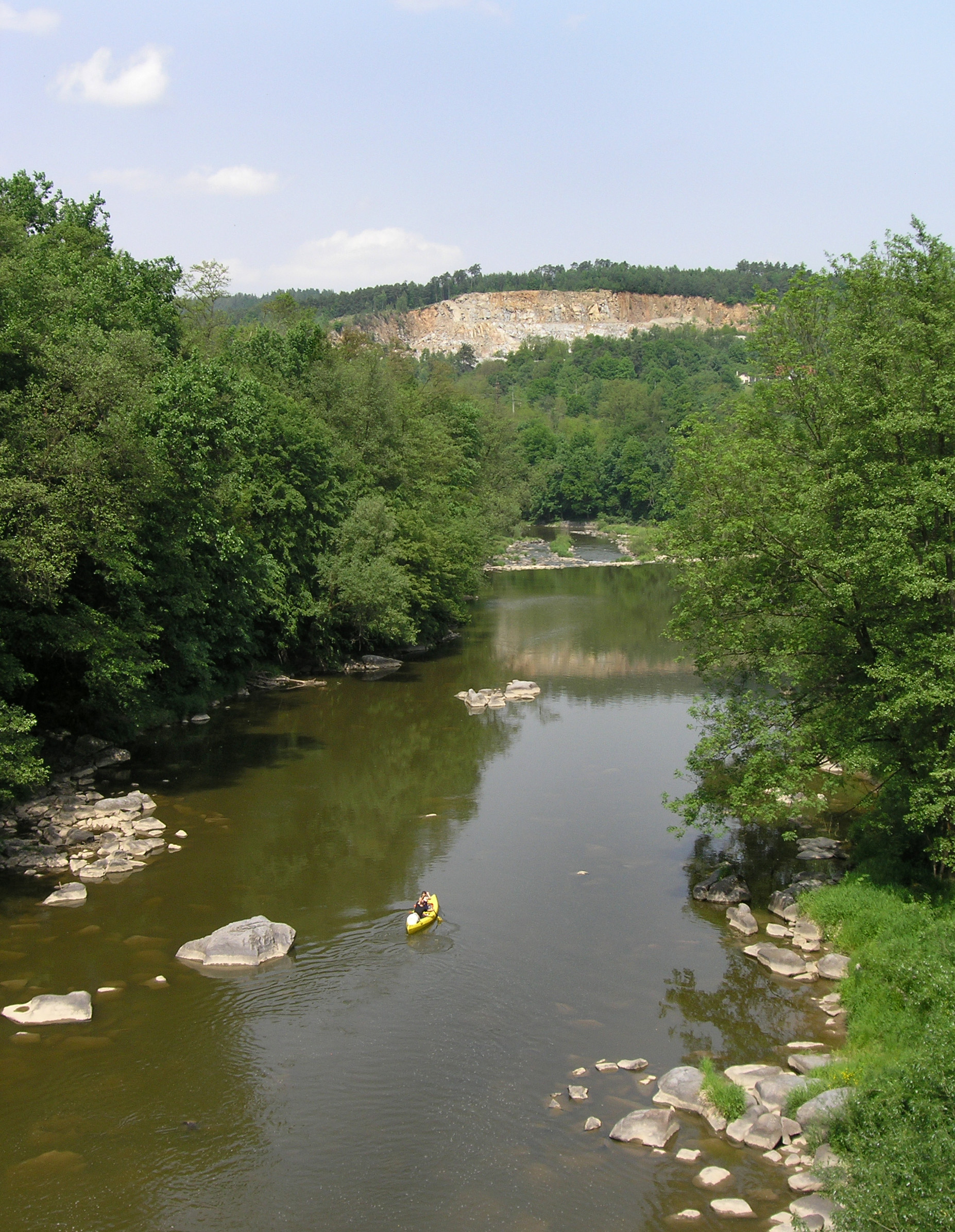
Sázava v Krhanicích

- Výklenková kaplička svatého Josefa
- Usedlost čp. 22

## Osobnosti
- Otakar Brousek starší (1924–2014), divadelní, filmový a televizní herec
- Jiří Hájek (1913–1993), politik, diplomat a disident
- Antonín Stibůrek (1942–2023), sochař a malíř

## Další fotografie

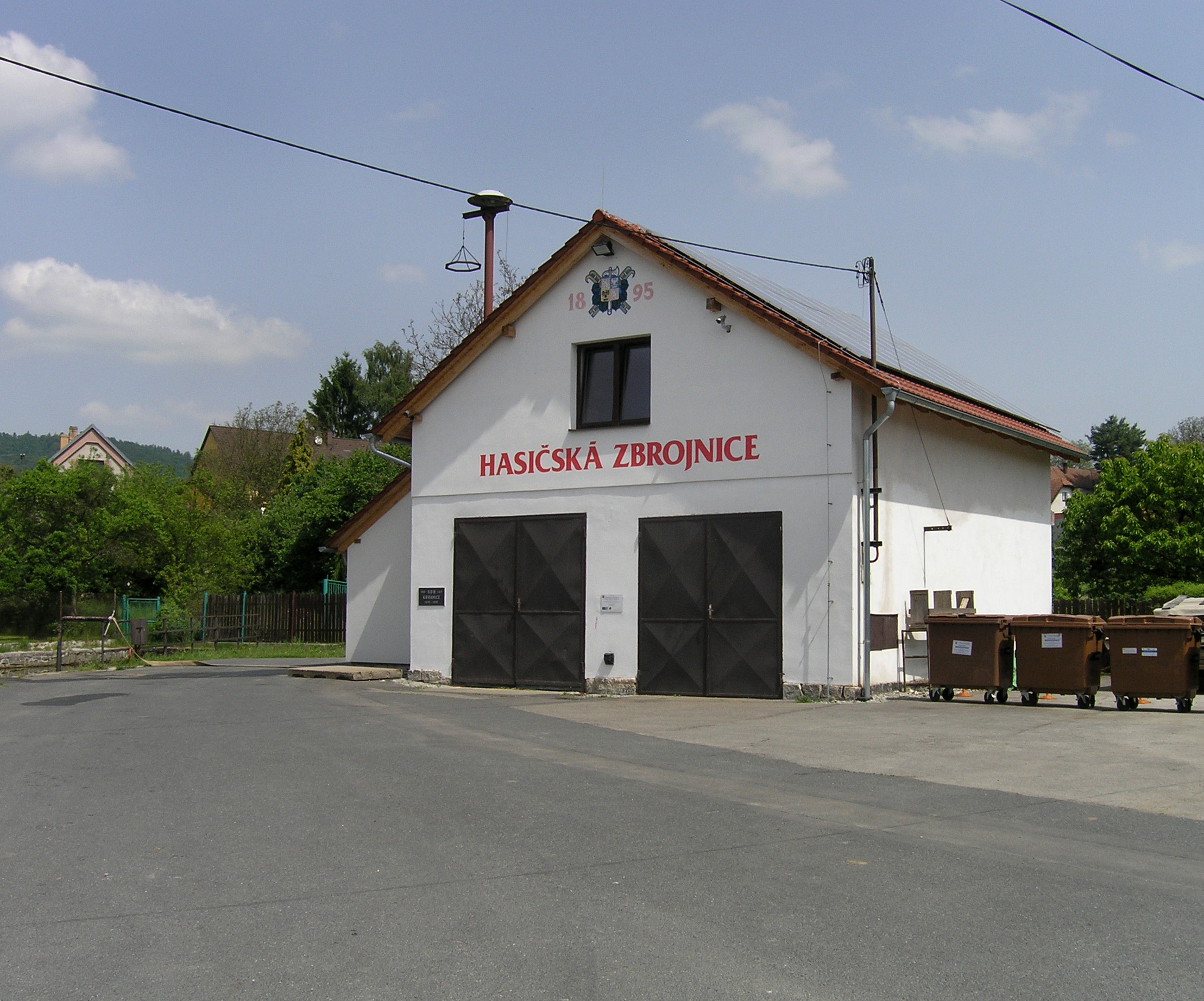
Hasičská stanice
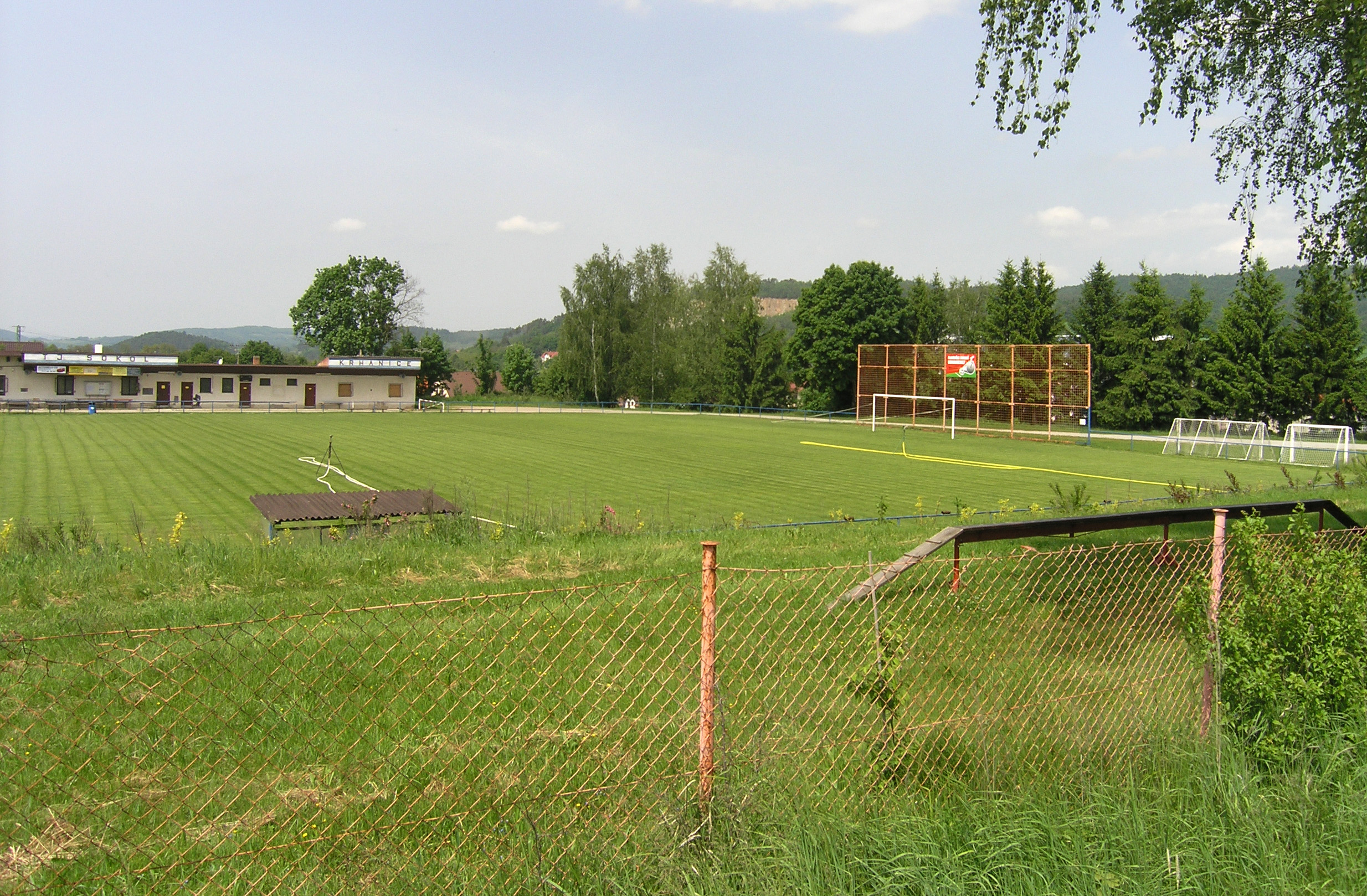
Fotbalové hřiště
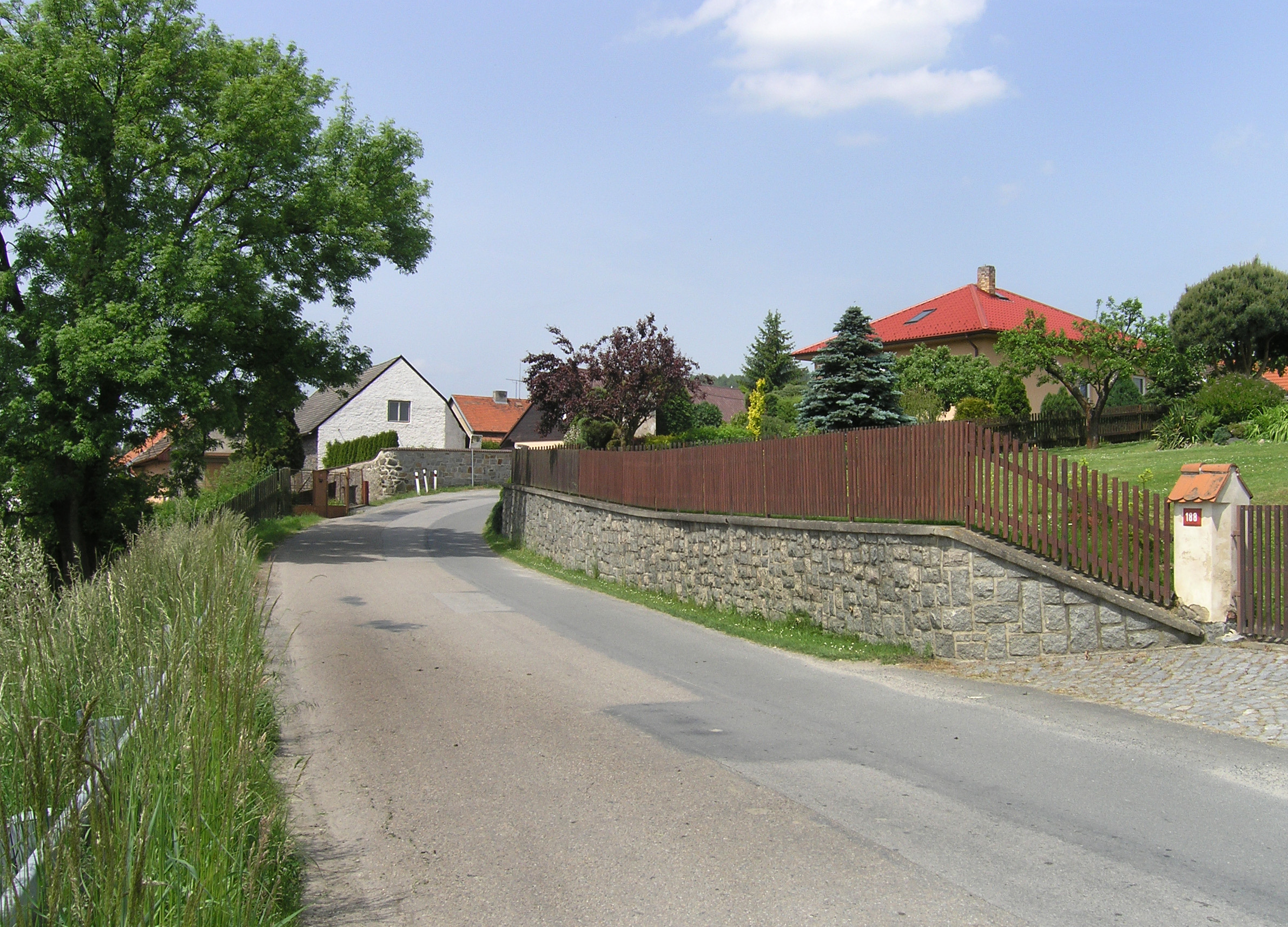
Hlavní silnice v horní části obce
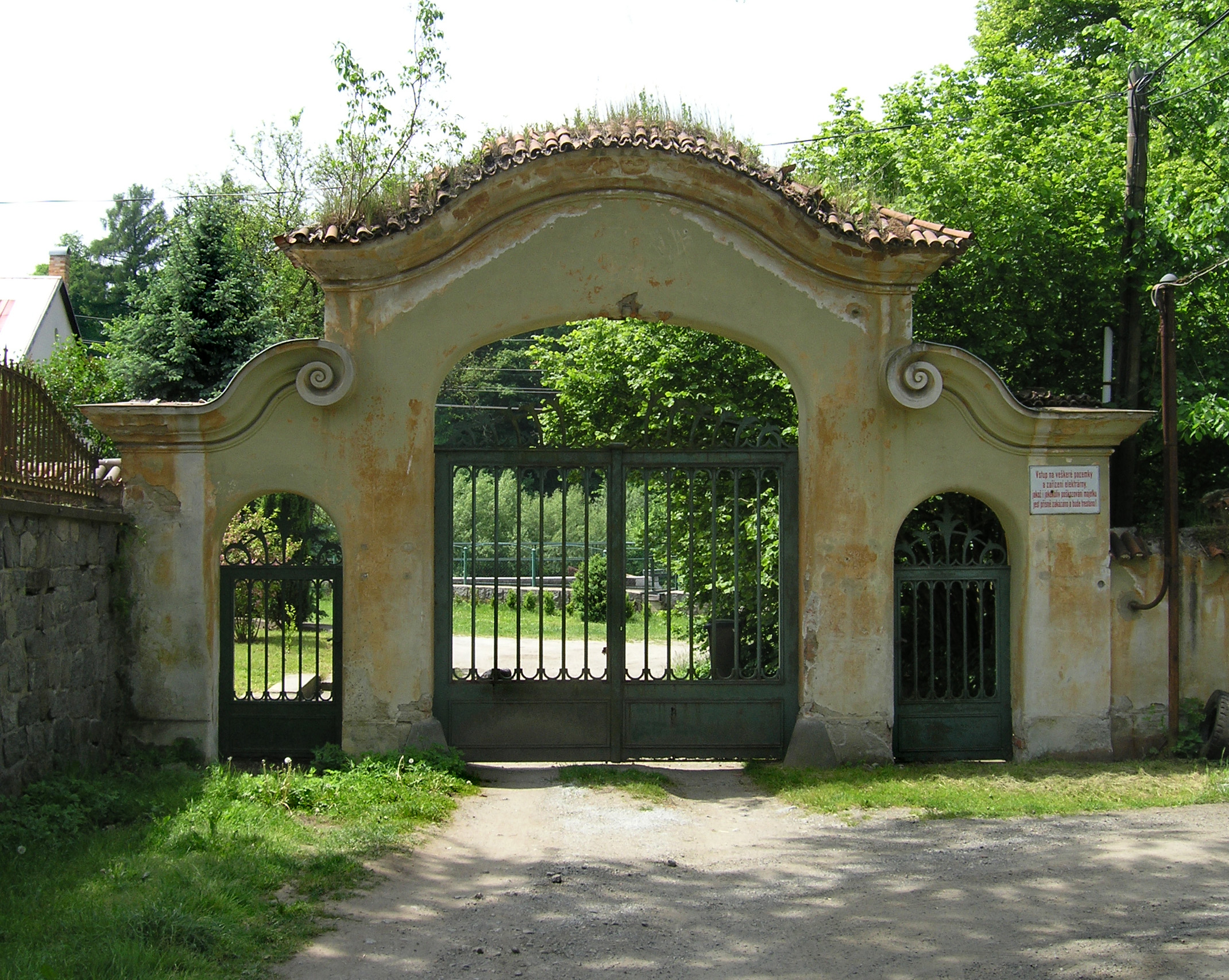
Barokní brána – u malé vodní elektrárny